# Halowe Mistrzostwa Europy w Lekkoatletyce 1982 – bieg na 3000 m kobiet
Bieg na 3000 metrów kobiet – jedna z konkurencji biegowych rozgrywanych podczas halowych lekkoatletycznych mistrzostw Europy w Palasport di San Siro w Mediolanie. Rozegrano od razu bieg finałowy 6 marca 1982. Zwyciężyła reprezentantka Włoch Agnese Possamai. Konkurencję tę rozegrano po raz pierwszy na halowych mistrzostwach Europy.

## Rezultaty

### Finał
Rozegrano od razu bieg finałowy, w którym wzięło udział 9 biegaczek.
Opracowano na podstawie materiału źródłowego.
| Miejsce | Zawodniczka        | Czas    | Uwagi |
| ------- | ------------------ | ------- | ----- |
| 1       | Agnese Possamai    | 8:53,77 | NR    |
| 2       | Maricica Puică     | 8:54,26 | NR    |
| 3       | Paula Fudge        | 8:56,96 |       |
| 4       | Vera Michallek     | 9:03,27 |       |
| 5       | Nadia Dandolo      | 9:03,59 |       |
| 6       | Margherita Gargano | 9:03,62 |       |
| 7       | Natalja Boborowa   | 9:09,80 |       |
| 8       | Aurora Cunha       | 9:12,86 |       |
| 9       | Gudrun Schulz      | 9:36,48 |       |